# انتشار السمنة بين الأطفال
انتشرت السمنة لدى الأطفال بشكل كبير في جميع أنحاء العالم. في عام 2010، زاد انتشار السمنة لدى الأطفال خلال العقدين أو الثلاثة عقود الماضية مثل الولايات المتحدة وفي معظم الدول الصناعية الأخرى باستثناء روسيا وبولندا. بين أوائل السبعينيات وأواخر التسعينيات، تضاعف انتشار السمنة لدى الأطفال أو تضاعف ثلاث مرات في أستراليا والبرازيل وكندا وتشيلي وفنلندا وفرنسا وألمانيا واليونان واليابان والمملكة المتحدة والولايات المتحدة الأمريكية.
حلّل مقال نُشر عام 2010 من المجلة الأمريكية للتغذية العلاجية بتحليل الانتشار العالمي من 144 دولة في أطفال ما قبل المدرسة (أقل من 5 سنوات). تم استخدام مسوحات مستعرضة من 144 دولة وتم تعريف زيادة الوزن والسمنة في أطفال ما قبل المدرسة مع قيم تزيد عن الانحراف المعياري الثالث من المتوسط. ووُجد أن ما يُقدّر بنحو 42 مليون طفل يعانون من السمنة المفرطة حيث تقل أعمارهم عن خمس سنوات في العالم، يعيض ما يقرب من 35 مليون منهم في البلدان النامية. 11 وشملت النتائج الإضافية انتشار السمنة بين الأطفال في جميع أنحاء العالم من 4.2 ٪ (CI 95 ٪: 3.2 ٪، 5.2 ٪) في عام 1990 إلى 6.7 ٪ (95 ٪ CI: 5.6 ٪، 7.7 ٪) في عام 2010، ويُتوقع أن ترتفع النسبة إلى 9.1 ٪ (95 ٪ CI: 7.3 ٪، 10.9 ٪)، أي أن ما يقدر ب 60 مليون طفل سيعانون من زيادة الوزن والسمنة في عام 2020 .

## الولايات المتحدة الأمريكية
شكّلت السمنة في الولايات المتحدة مشكلة خطيرة بين الأطفال والمراهقين، ويمكن أن تسبب مشاكل صحية خطيرة بين الشباب. واعتبارًا من 2015-2016، تبيّن أن 18.5 ٪ من الأطفال والمراهقين في الولايات المتحدة يُعانون من السمنة، والتي تصيب حوالي 13.7 مليون طفل ومراهق. ظل معدل الانتشار مرتفعًا على مدار العقود الثلاثة الماضية عبر معظم الفئات العمرية والجنس والعرقية والاجتماعية والاقتصادية، ويمثل زيادة بمقدار ثلاثة أضعاف عن أي جيل مضى، ومن المتوقع أن يستمر في الارتفاع.
يختلف انتشار السمنة بين الأطفال أيضًا من دولة لأخرى. عُثر على أعلى معدل للسمنة لدى الأطفال في الولايات الجنوبية الشرقية التي تطل على المسيسيبي، حيث وُجدت أعلى نسبة من الأطفال الذين يعانون من زيادة الوزن أو السمنة بنسبة تصل إلى 44.5 ٪ و21.9 ٪ على التوالي. بينما حظيت الولايات الغربية بأدنى معدل انتشار للسمنة بين أطفالها، مثل يوتا 23.1 ٪ وأوريجون 9.6 ٪.
ومن عام 2003 إلى عام 2007، كانت هناك زيادة مضاعفة في الولايات التي أبلغت عن انتشار السمنة بين الأطفال بنسبة تزيد عن أو تساوي 18.7٪. كانت ولاية أوريغون هي الولاية الوحيدة التي أظهرت انخفاضًا من عام 2003 إلى عام 2007 بنسبة 32 ٪، واستُخدم الأطفال في ولاية أوريغون كمجموعة مرجعية، بينما تضاعفت نسب السمنة بين الأطفال في إلينوي، وتينيسي، وكنتاكي، وفيرجينيا الغربية، وجورجيا، وكانساس.
ووُجد أيضًا احتمالية زيادة السمنة لدى الأطفال بنسبة كبيرة مع انخفاض مستويات دخل الأسرة، وانخفاض وجود الحدائق، وزيادة وقت مشاهدة التلفزيون، وزيادة وقت اللهو على الكمبيوتر. يعتبر الأطفال السود واللاتين هم أكثر عرضة للسمنة مقارنة بالبيض (السود = 1.71 والاسبانيين = 1.76).

### معدلات الانتشار
بالنسبة لعام 2015-2016، وجد مركز مكافحة على الأمراض أن معدل انتشار السمنة بين الأطفال الذين تتراوح أعمارهم بين 2 و 19 سنة في الولايات المتحدة كان 18.5 ٪. تبين الاتجاهات الحالية أن الأطفال الذين تتراوح أعمارهم بين 12 و19 عامًا، لديهم مستويات من السمنة أعلى بنسبة 2.2٪ من الأطفال من عمر 6 إلى 11 عامًا (20.6٪ مقابل 18.4٪)، بينما يقع الأطفال الذين تتراوح أعمارهم بين 11 و 11 عامًا في خطر الإصابة بالسمنة بنسبة 4.5٪ أعلى من الأطفال الذين تتراوح أعمارهم بين 2-5 سنوات (18.4 ٪ مقابل 13.9 ٪). يعاني الأولاد الذين تتراوح أعمارهم بين 6 و19 سنة من زيادة في انتشار السمنة بينهم بنسبة 6.1 ٪، مقارنةً بالأولاد الذين تتراوح أعمارهم بين 2-5 سنوات (20.4٪ مقابل 14.3٪). في حين أن الفتيات اللائي تتراوح أعمارهن بين 12 و 19 سنة، لديهنّ معدل انتشار أكبر للسمنة بنسبة 7.4٪، مقارنةً بالفتيات اللائي تتراوح أعمارهن بين 2-5 سنوات (20.9٪ مقابل 13.5٪).
وجد موجز بيانات لعام 2010 الصادر عن المركز الوطني للإحصاءات الصحية أن هذه الاتجاهات لم تكن متسقة عند التقسيم الطبقي حسب العرق؛ حيث أن العلاقة بين الدخل وانتشار السمنة مهمة بين الأولاد البيض غير اللاتينيين بنسبة 10.2 ٪من الذين يعيشون في أسر معيشية ذات دخل يزيد عن 350٪ أو أكثر من مستوى الفقر يعانون من السمنة المفرطة مقارنة مع 20.7 ٪ من أولئك الذين يعيشون في أسر تقل عن 130٪ من مستوى الفقر." ويتبع نفس الاتجاه في الفتيات البيض غير اللاتينيات (10.6٪ من الذين يعيشون في أو فوق 350 ٪ من مستوى الفقر يعانون من السمنة المفرطة، و 18.3٪ من الذين يعيشون تحت 130٪ من مستوى الفقر يعانون من السمنة المفرطة. 1
لا يوجد اتجاه ملحوظ في معدل انتشار الدخل للفتيان والفتيات بين الأطفال والمراهقين من أصل أسباني والمكسيكي من أصل لاتيني. «في الواقع، لا يبدو أن العلاقة ثابتة؛ بين البنات المكسيكيات الأمريكيات، على الرغم من أن الفرق ليس كبيرًا، بل إن 21.0٪ من الذين يعيشون عند أو يزيد عن 350٪ من مستوى الفقر يعانون من السمنة مقارنة بـ 16.2٪ من الذين يعيشون تحتم مستوى الفقر.»
تُبيّن النتائج الإضافية أيضًا أن غالبية الأطفال والمراهقين ليسوا أطفالًا ذوي الدخل المنخفض. ويعيش غالبية الأطفال والمراهقين البيض من أصل لاتيني أيضًا في أسر معيشية تصل مستويات دخلها إلى 130٪ أو أكثر من مستوى الفقر. كما يعيش حوالي 7.5 مليون طفل في أسر معيشية يزيد دخلها عن 130٪ من مستوى الفقر مقارنة بـ 4.5 مليون طفل في الأسر التي يزيد دخلها عن 130٪ أو تزيد عن مستوى الفقر.

### معدلات الحدوث
يظل أهمية تحديد معدلات حدوث السمنة المرتبطة بالعمر أمر حيوي لفهم فرص التدخل الأكثر أهمية. وبالمثل، يمكن أن يساعد تحديد نسبة الإصابة بالسمنة بين الأطفال وعلاقة العرق والجنس والحالة الاجتماعية والاقتصادية بها في تحديد مجالات أخرى من فرص التدخل لبعض السكان. وجدت مراجعة منهجية لحالات السمنة لدى الأطفال، أن السمنة لدى الأطفال في الولايات المتحدة تتراجع مع تقدم العمر. كما وُجد أن نسبة الإصابة بالسمنة المرتبطة بالسن والجنس هي «4.0٪ للرضع 0-1.9 سنوات، و4.0٪ للأطفال في سن ما قبل المدرسة 2.0-4.9 سنة، و3.2٪ للأطفال في سن المدرسة 5.0-12.9 سنة، و1.8 ٪ للمراهقين 13.0-18.0 سنة.» وعندما كانت حالات السمنة لدى الأطفال معزولة عن الفئات المحرومة اجتماعيًا اقتصاديًا، أو بالنسبة لمجموعات الأقليات العرقية / الإثنية، تم اكتشاف أن نسبة الإصابة بالسمنة في الأعمار من 0 إلى 1.9 سنوات تصل إلى 4.0٪، و4.1٪ عند 2.0-4.9 سنوات، و4.4٪ في 5.0-12.9 سنة، و2.2 ٪ في 13.0-18.0 سنوات.
استنادًا إلى دراسة استقصائية وطنية أجراها المركز الوطني للإحصاءات الصحية في الفترة 2015-2016، وجد الباحثون في جامعة ديوك أن معدل الإصابة بسمنة الأطفال في ازدياد، مع ارتفاع ملحوظ بين الأولاد قبل سن المدرسة (2.0-4.9 سنة)، والفتيات اللائي تتراوح أعمارهن بين 16.0 - 19 سنة. واكتشف الباحثون في جامعة ديوك أيضًا أنه على الرغم من الاعتقاد بأن السمنة لدى الأطفال قد انخفضت في السنوات الأخيرة، إلا أن السمنة لدى الأطفال في جميع الأعمار قد ازدادت بالفعل.